# Ū̃́
Ū̃́ (minuscule : ū̃́), appelé U macron tilde accent aigu, est une lettre latine utilisée dans certaines romanisations ou transcriptions phonétiques.
Il s’agit de la lettre U diacritée d’un macron, d’un tilde et d’un accent aigu.

## Utilisation
Le u macron tilde accent aigu est utilisé par certains auteurs dans la translittération du pendjabi.

## Représentations informatiques
Le U macron tilde accent aigu peut être représenté avec les caractères Unicode suivants : 
- précomposé (latin étendu A, diacritiques) :

| formes    | représentations | chaînes de caractères | points de code       | descriptions                                                               |
| --------- | --------------- | --------------------- | -------------------- | -------------------------------------------------------------------------- |
| capitale  | Ū̃́               | Ū◌̃◌́                   | U+016A U+0303 U+0301 | lettre majuscule latine u macron diacritique tilde diacritique accent aigu |
| minuscule | ū̃́               | ū◌̃◌́                   | U+016B U+0303 U+0301 | lettre minuscule latine u macron diacritique tilde diacritique accent aigu |

- décomposé (latin de base, diacritiques) :

| formes    | représentations | chaînes de caractères | points de code              | descriptions                                                                           |
| --------- | --------------- | --------------------- | --------------------------- | -------------------------------------------------------------------------------------- |
| capitale  | Ū̃́               | U◌̄◌̃◌́                  | U+0055 U+0304 U+0303 U+0301 | lettre majuscule latine u diacritique macron diacritique tilde diacritique accent aigu |
| minuscule | ū̃́               | u◌̄◌̃◌́                  | U+0075 U+0304 U+0303 U+0301 | lettre minuscule latine u diacritique macron diacritique tilde diacritique accent aigu |